# Mimotemnosternus rotundipennis
Mimotemnosternus rotundipennis là một loài bọ cánh cứng trong họ Cerambycidae.